# Ancestors: The Humankind Odyssey
Ancestors: The Humankind Odyssey est un jeu vidéo développé par Panache Digital Games et édité par Private Division. Il est sorti le 27 août 2019 sur Windows (exclusivement sur l'Epic Games Store pendant un an) et le 6 décembre 2019 sur PlayStation 4 et Xbox One puis le 30 août 2020 sur la plateforme Steam. Le jeu est conçu par Patrice Désilets, dont le jeu précédent, Assassin's Creed: Brotherhood, est sorti en 2010.

## Mécanismes de jeu
Ancestors : The Humankind Odyssey est un jeu de survie à la troisième personne se déroulant sur plusieurs millions d’année, allant d’il y a 10 à il y a 2 millions d’années. Le jeu se déroule en Afrique pendant le Néogène. Le joueur y contrôle une lignée d'hominidés sur toute cette période, avec comme objectif de la faire évoluer jusqu’à ce qu’elle devienne l’Homo ergaster. Pour cela, le joueur doit s’assurer de la survie de son clan, composé d’adultes comme de jeunes, en utilisant la reproduction et la transmission de connaissances d’une génération à l’autre afin de continuer dans le jeu. Des bons générationnels de 15 ans sont possibles, pendant lesquels les jeunes grandiront, les adultes vieilliront et les plus anciens mourront.
Le jeu dispose d’un système de compétences et de connaissances. Les premières sont issues de l’évolution du réseau neuronal du personnage joué et sont déblocables lorsque l’hominidé joué dort, au travers d’un arbre de compétences. Elles sont héritées par la progéniture de celui-ci et pourront être utilisé quand le joueur utilisera donc celle-ci. Les connaissances, elles, sont acquises par l’expérience. Ainsi, le clan du joueur saura reconnaître les bêtes hostiles, les plantes toxiques mais aussi les utiles, les bruits et les odeurs qu’il aura déjà rencontré par le passé et qu’il aura appris et transmis à la génération suivante, bien que certaines connaissances puissent se perdre,.
Le jeu, qui se veut réaliste de par la création de nombreux mécanismes, comme pour monter aux arbres ou escalader des falaises, dispose également d’un mécanisme de peur de l’inconnu, qui se révèle quand le joueur explore, en utilisant un individu du clan, un environnement qui lui est inconnu. Dans ce cas-là, des hallucinations commencent à apparaître et le joueur peut aller jusqu’à perdre contrôle de son personnage jusqu’à ce que celui retrouve son calme.
Le jeu dispose d’une espérance de vie de 40 à 50 heures de par le fait qu’il se déroule sur 8 millions d’années, de plus, une partie ne se termine qu’avec la mort du dernier membre du clan.

## Récompenses
Le jeu a été nommé à la cérémonie des Pégases de 2020 dans la catégorie « meilleur jeu vidéo indépendant étranger »
Il a également reçu la récompense de « meilleur jeu de grande envergure » ainsi qu’une mention spéciale du grand prix au prix Numix 2020